# Favonigobius opalescens
Favonigobius opalescens är en fiskart som först beskrevs av Herre, 1936.  Favonigobius opalescens ingår i släktet Favonigobius och familjen smörbultsfiskar. Inga underarter finns listade i Catalogue of Life.